# Teuvo Aura
Teuvo Ensio Aura (ur. 28 grudnia 1912 w Ruskeali, zm. 11 stycznia 1999 w Helsinkach) – fiński polityk, bankowiec i samorządowiec, minister w różnych resortach, burmistrz Helsinek, w 1970 i w latach 1971–1972 premier Finlandii.

## Życiorys
Z wykształcenia prawnik. Pracował w sektorze bankowym, w latach 1943–1968 był dyrektorem generalnym banku Postisäästöpankki. Działał w ugrupowaniach liberalnych, był jednym z liderów Vapaamielisten Liitto, później należał do współtworzonej przez tę formację partii Liberaalinen Kansanpuolue. Pełnił funkcję przewodniczącego rady miejskiej w Helsinkach, a od 1968 do 1979 sprawował urząd burmistrza fińskiej stolicy.
W latach 50. zajmował szereg stanowisk rządowych. Był ministrem handlu i przemysłu (od września 1950 do stycznia 1951 oraz od lipca 1953 do maja 1954), ministrem w resorcie spraw społecznych (od września 1950 do stycznia 1951), ministrem sprawiedliwości (od stycznia do września 1951), ministrem w ministerstwie spraw zagranicznych (od listopada 1953 do maja 1954), ministrem spraw wewnętrznych i ministrem w resorcie handlu i przemysłu (od września do listopada 1957) oraz ministrem w ministerstwie finansów (od października do listopada 1957). W późniejszych latach dwukrotnie stał na czele krótkotrwałych tymczasowych rządów – funkcję premiera pełnił od maja do lipca 1970 oraz od października 1971 do lutego 1972.
Był ojcem polityka Mattiego Aury.